# ミス・ユニバース1957
ミス・ユニバース1957（Miss Universe 1957、第6回ミス・ユニバース世界大会）は、1957年7月19日にアメリカ合衆国カリフォルニア州ロングビーチで開催された。この大会では32か国の代表が競い、ペルーのグラディス・ツェンダーが優勝し、ラテンアメリカ女性初のミス・ユニバースとなり、アメリカのキャロル・モリスから栄冠を授けられた。ツェンダーは南半球初のミス・ユニバースでもある。日本の大谷享子はトップ15に入賞し、ミス・アジア賞を受けた。

## 最終結果

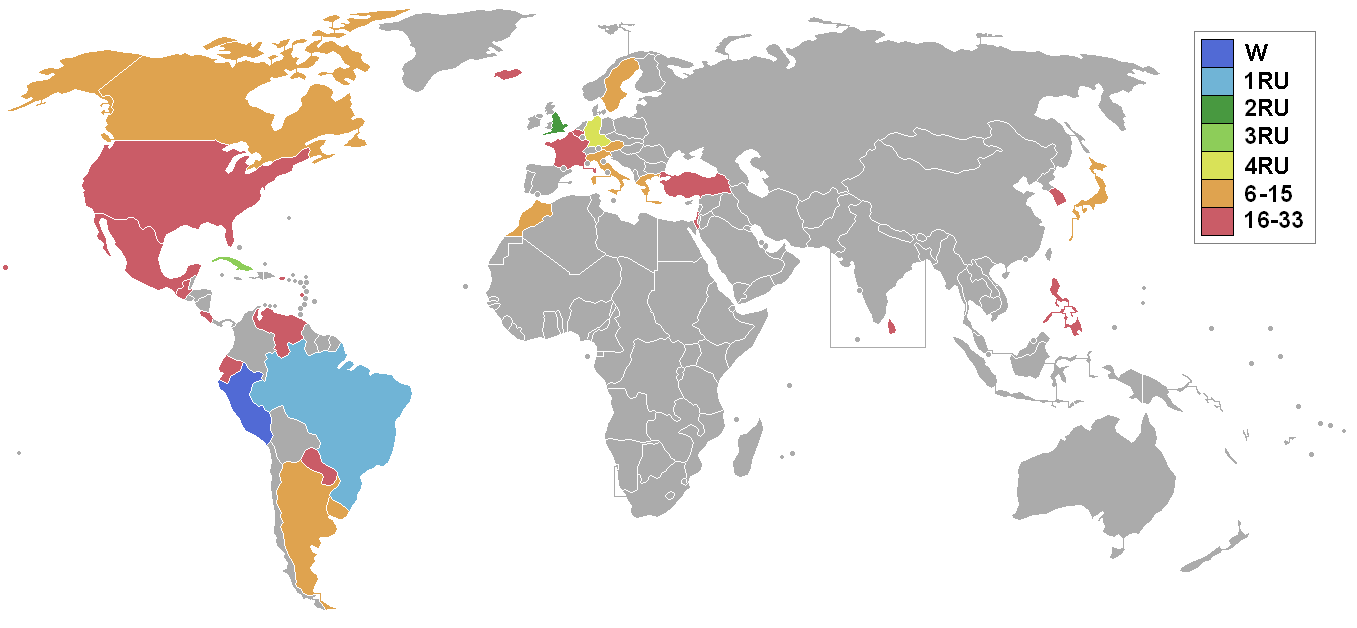
ミス・ユニバース1957参加国と最終結果

### 入賞者
| 最終結果             | 参加者 |
| -------------------- | --- |
| ミス・ユニバース1957 | - ペルー – グラディス・ツェンダー (Gladys Zender) |
| 第2位                | - ブラジル – テレジーナ・モランゴ (Teresinha Morango) |
| 第3位                | - イングランド – ソニア・ハミルトン (Sonia Hamilton) |
| 第4位                | - キューバ – マリア・ガミオ (María Gamio) |
| 第5位                | - ドイツ – ゲルティ・ダーブ (Gerti Daub) |
| トップ15             | - アラスカ – マーサ・レーマン - アルゼンチン – モニカ・ラマス - オーストリア – ハンネル・メルヒャー - カナダ – グロリア・ノークス - ギリシア – リギア・カラヴィア - イタリア – ヴァレリア・ファブリッツィ - 日本 – 大谷享子 - モロッコ – ジャクリーヌ・ボニラ - スウェーデン – インゲル・ヨンソン - ウルグアイ – ガブリエラ・パスカル |

## 参加者
- アラスカ - マーサ・レーマン
- アルゼンチン - モニカ・ラマス
- オーストリア - ハンネル・メルヒャー
- ベルギー - ジャニーヌ・ハノトー
- ブラジル - テレジーナ・ゴンサルヴェス・モランゴ
- カナダ - グロリア・ノークス
- セイロン - カメリア・ロサリア・ペレラ
- コスタリカ - ソニア・クリスティナ・イカザ
- キューバ - マリア・ロサ・ガミオ・フェルナンデス
- エクアドル - パトリシア・ジュリアナ・ベニテス・ウリト
- イングランド - ソニア・ハミルトン
- フランス - リサ・シモン
- ドイツ - ゲルティ・ダーブ
- ギリシア - リギア・カラヴィア
- グアテマラ - アナ・ワルダ・オリスラゲル
- ハワイ - ラモーナ・トング
- アイスランド - ブリンディス・スクラム
- イスラエル - アタラ・バルジライ
- イタリア - ヴァレリア・ファブリッツィ
- 日本 - 大谷享子
- 韓国 - パク・ヒュンオク
- マルティニーク - ジネット・シダリーズ＝モンテーゼ
- メキシコ - イルマ・アレバロ
- モロッコ - ジャクリーヌ・ドレラ・ボニラ
- パラグアイ - ルシー・モンタネロ・リバローラ
- ペルー - グラディス・ツェンダー
- フィリピン - メリー・アン・カルメン・フィリップス・コラレス
- プエルトリコ - マピタ・メルカド・コルデロ
- スウェーデン - インゲル・ヨンソン
- トルコ - ギュレル・シルメン
- ウルグアイ - ガブリエラ・パスカル
- ベネズエラ - コンスエロ・ノエル・ゴメス

## ノート

### 初参加
- マルティニーク
- モロッコ
- パラグアイ

### 辞退者
- オーストラリア - ジューン・フィンレイソン
- コロンビア - ヨランダ・プレシオ・ヴェレス
- フィンランド - マリタ・リンダール（ミス・ワールド1957）

### 再参加
1953以来の参加
- オーストリア
- ハワイ

1955以来の参加
- セイロン
- 韓国

### 特別賞
- プエルトリコ - ミス・フレンドシップ（マピタ・メルカド・コルデロ）
- ドイツ - ミス・フォトジェニック（ゲルティ・ダーブ）
- カナダ - 一番人気女性（グロリア・ノークス）

### ミスUSAの失格
ミスUSAのレオナ・ゲージ（メリーランド州）はトップ15入りと発表されたが、決勝戦前の午後、彼女が結婚していて二人の幼い子供の母であることが発覚したため、大会から追放された。16番目の補欠に選ばれていたミス・アルゼンチンのモニカ・ラマスが代わりに昇格した。ゲージはミスUSAのタイトルも剥奪され、シャーロット・シェフィールドが昇格したが、既に予選が終わっていたので参加出来ず、ミス・ユニバース大会に参加しなかった初のミスUSAとなった（2人目は2017年）。シェフィールドはミス・ワールド1957に参加したが入賞出来なかった。